# Orongoj (osiedle)
Orongoj (ros. Оронгой) – osiedle w Rosji, w Buriacji, w rejonie iwołgińskim. W 2010 liczyło 1061 mieszkańców.